# César remet Cléopâtre sur le trône d'Égypte
Pour les articles homonymes, voir Trône (homonymie).
 (juin 2014).
Si vous disposez d'ouvrages ou d'articles de référence ou si vous connaissez des sites web de qualité traitant du thème abordé ici, merci de compléter l'article en donnant les références utiles à sa vérifiabilité et en les liant à la section « Notes et références ».
César remet Cléopâtre sur le trône d'Égypte est une peinture à l'huile sur toile de Pierre de Cortone. Si aucun document ne permet de réellement dater cette œuvre, les dernières expertises la font remonter à 1637 (1643 selon la base Joconde). Cette œuvre et son interprétation font toujours l’objet de débats.
C'est une commande du marquis de La Vrillière pour orner son hôtel particulier. Cortone réalisa pour lui trois tableaux. Les deux autres sont Faustulus confiant Romulus et Remus à Larentia et Auguste et la Sybille de Tibur. 
Cette œuvre est aujourd’hui conservée au musée des Beaux-Arts de Lyon où il est en dépôt depuis 1811.

## Description et analyse de l’œuvre
D’une composition très classique, on peut distinguer trois plans bien distincts dans l’œuvre de Pierre de Cortone, César remet Cléopâtre sur le trône d'Égypte. Au premier plan, se déroule la scène principale vers laquelle converge le reste du tableau.
Au centre, trois protagonistes se détachent de l’ensemble de l’œuvre. Un homme conduit une femme vers un trône. Sur ce dernier, vraisemblablement en or, se trouvent une couronne et un sceptre, regalias royaux par excellence. 
L’homme est un Romain en tenue de général. Son habit est riche et complété par un élégant drapé rouge vif. Son costume et sa couronne de lauriers permettent d’identifier Jules César. La femme qu’il conduit est également élégamment vêtue. Le bleu roi de son étole détonne avec les couleurs claires de son riche habit. Les bijoux qu’elles porte complètent la richesse de sa tenue et lui attribuent un haut rang. Cette distinction sociale est renforcée par la présence de deux suivantes derrière elle qui lui tiennent sa traîne. La pâleur de sa peau, un des stéréotypes de la beauté au temps de Cortone, démontre toute la délicatesse et la finesse de ce personnage. Le peintre la peint sensible, touchante. Sa main est posée avec tendresse dans celle de l’homme. Ce geste peut être vu comme un signe d’abandon total à cet homme, d’amour de confiance. Son mouvement se dirige, presque malgré elle, vers ce trône légèrement en retrait. C’est la reine Cléopâtre. 
Enfin la femme placée à droite semble s’éloigner avec rage. Elle est furieuse et surtout impuissante face à la scène qui se déroule devant ses yeux. Son regard est vengeur et uniquement dirigé vers les deux autres personnages. À l’inverse des deux autres protagonistes, le drapé qu’elle porte est d’une couleur beaucoup plus terne. Tout comme son rôle, il est dépassé et flétri. Cette femme en colère, c’est Arsinoé, sœur de Cléopâtre et reine déchue du trône d'Égypte. Tandis que l’une des femmes monte, l’autre descend, s’éloignant à jamais. 
Au deuxième plan, une colonne de marbre délimite deux espaces. Dans le premier se trouvent des soldats, romains puisque des enseignes et un aigle émergent du groupe. Cette armée semble soutenir Jules César et la nouvelle reine Cléopâtre. De l’autre côté de la colonne, on trouve les partisans d'Arsinoé, la reine déchue. Ces deux foules sont agitées et seuls deux ou trois visages se distinguent sans que l’on puisse réellement les identifier. Le drap de situant au dessus d'Arsinoé peut être interprété de manière à ce qu'Arsinoé disparaisse derrière le drap comme dans une pièce de théâtre où le personnage sort de scène et laisse sa place à Cléopâtre avec regret. 
L’arrière-plan constitue le décor de la scène. Le ciel est bleu, tel un symbole de l’espoir et du bonheur à venir, tout comme la végétation verdoyante. Les bâtiments semblent être en marbre et d’inspiration romaine. La trame dramatique du récit est sous-entendue par un jeu de gestes amples et de regards expressifs. La mise en scène présente les trois principaux protagonistes de manière théâtrale sur deux obliques. Les accessoires de la scène, les soldats disposés à l'arrière-plan évoquent la puissance de l'Empire romain. Malgré le drame, la grâce des figures féminines, la beauté des mains entrelacées au centre du tableau et la richesse chromatique composent une image d'une grande douceur.

## Contexte d’exécution et genèse de l’œuvre
Avec ce tableau, Pierre de Cortone répond à une commande de trois tableaux, que lui passe Louis II Phélypeaux de La Vrillière. Connu pour être un collectionneur, La Vrillière choisit François Mansart pour lui construire un hôtel particulier. Pour Alexandre Gady, cette réalisation est le « premier chef-d’œuvre architectural de François Mansart ». Pièce centrale de cet hôtel particulier, la « Galerie dorée » est destinée à recevoir une décoration sculptée et peinte. Dix grandes toiles ornent les murs, peintes par les plus grands maîtres italiens du XVIIIe siècle.
Il avait commencé sa collection avec une toile importante de Guido Reni (1575-1666), l'Enlèvement d'Hélène, aujourd'hui au Louvre. Par souci d'harmonie, il souhaitait que les autres œuvres de sa galerie aient les mêmes dimensions et une même unité de style. Il fit donc appel à des peintres italiens contemporains tels que Carlo Maratta, Guerchin, et Alessandro Turchi, ainsi que Nicolas Poussin qui vivait à Rome à l'époque. À part L'Enlèvement d'Hélène, les sujets se rapportent tous à l'histoire romaine. Ces œuvres sont représentatives des tendances classiques ou baroques des écoles de Bologne ou de Rome, toutes attachées à la « bella manera » et au style noble. Aujourd’hui, seules des copies demeurent à l’intérieur, les originaux ayant été dispersé dans les musées de France.
On trouve dans la Sala della Stufa du Palais Pitti, à Florence, une peinture appelée L'Âge d'Or. Les visages et coiffures des personnages de femmes de ce tableau ne sont pas sans rappeler ceux des femmes de César remet Cléopâtre sur le trône d'Égypte. Pierre de Cortone a réalisé plusieurs dessins préparatoires de cette œuvre. L’un d’eux est conservé à Florence au Gabinetto Disegni e Stampe degli Uffizi. Curieusement, le format du dessin et les proportions des personnages diffèrent considérablement de ceux du tableau. 
Dans la peinture, le groupe central prend plus d’importance, il est cadré de plus près, et le mouvement des groupes de personnages n’est plus parallèle, mais va du fond à gauche vers l’avant à droite, où Arsinoé est sur le point de se retirer du trône installé sous un baldaquin. Sur le dessin, la proportion des personnages par rapport au format correspond à peu près à la première version du "Camille et le maitre d’école de Faléries" de Nicolas Poussin. Ce dernier adapta son tableau pour qu’il s’intègre à la Galerie de La Vrillière. Pierre de Cortone en fit de même.

## Influences de l’artiste
Cortone est éminemment inspiré par les grands maîtres italiens qui ont vu le jour en Italie bien avant lui. La peinture italienne marque l’histoire de l’art, par la variété des genres artistiques qu’elle emploie et par la force de son rayonnement à l’intérieur et à l’extérieur de ses frontières. 
Elle a de particulier le fait qu’elle s’est nourrie de l’ouverture au monde qu’elle a connu, tout en nourrissant et en se faisant source d’inspiration ultime pour les autres pays occidentaux. La peinture italienne commence à se développer après l’antiquité romaine. Si à l’origine la peinture n’a pour seule finalité que la religion, elle connaît une transition avec le regard oriental qu’apporte la peinture byzantine, et elle voit son apogée à la Renaissance. En effet, de nombreuses écoles se développent dans les grandes villes de l’Italie telles que Florence, Rome ou encore Venise. C’est l’époque de très grands artistes tels que Léonard de Vinci, Michel-Ange, Raphaël, Le Titien et Le Caravage dont l’influence s’étend sur tout l’art occidental. 
La Renaissance marque d’abord un renouvellement des thèmes qui sont abordés initialement par les artistes. Si le Moyen Âge se caractérise par une peinture essentiellement tournée vers des sujets d’ordre religieux, la Renaissance, elle, prend pour thème des sujets dits « humanistes » et profanes, face à la redécouverte de la mythologie antique, les artistes renouent vers l’antiquité et s’écartent de l’unique représentation religieuse, ils se dirigent vers des sujets que portent la tolérance, la paix, l’éducation, l’épanouissement de l’individu, la liberté de penser. Cortone s’intègre parfaitement à cette période. Nombreuses sont ses œuvres qui en témoignent, comme La découverte de Romulus et Remus conservé au Louvre ou L’enlèvement des Sabines à Rome. 
Au début du XVIe siècle, Rome est devenu le nouveau centre artistique de l’Italie. Les artistes florentins y sont appelés pour répondre à des commandes des papes. C’est le cas de Cortone, qui suivit son maître Andrea Commodi à Rome, ou il entra dans la « bottega » de Baccio Ciarpi vers 1614. Les bottega sont des écoles artistiques destinées à l’apprentissage de la peinture (ou tout du moins des arts) par des jeunes novices, qu’un maître enseigne, et qui permet aux jeunes peintres d’apprendre de la technique et d’assister le maître dans la réalisation de commandes puisque, à l’époque, le peintre travaille essentiellement sur commande (de mécènes principalement). 
Enfin, Cortone semble très fortement inspiré par l’école napolitaine. Cette dernière s’appuie sur une perception de l’art plus naturaliste s’appuyant sur une vision plus réaliste, orientée vers la nature, la représentation de paysages, une nature inanimée dépeinte. On y dénombre plusieurs natures mortes par exemple. À Rome, Cortone qui décore les plafonds de trompe-l'œil, reste empreint de cette influence Napolitaine.

## Courant artistique de l’œuvre
L’art baroque voit son origine dans les grandes villes telles que Rome, Florence et Venise. Si la peinture baroque est originellement une peinture religieuse comme le voulait la Contre-Réforme, il n’empêche que les peintres sans pour autant négliger cet aspect bien précis, s’appuient sur une peinture historique en privilégiant les portraits, les paysages et les allégories. Ils usent d’effets d’illusion associant perspective et jeux de lumière avec le clair-obscur. Les choix des couleurs, des formes, les gestes des protagonistes appellent à des sensations plus intenses et plus fortes, les peintres usent d’un jeu que l’on pourrait presque qualifier de théâtral, empli d’exaltation. C’est bien le cas de Cortone avec César remet Cléopâtre sur le trône d’Égypte. 

## Conflits d’interprétations
(novembre 2024).
- Si vous ne connaissez pas le sujet, laissez ce bandeau (vous pouvez alors contacter les auteurs).
- Si vous supprimez le contenu mis en cause (vous pouvez préalablement contacter les auteurs),

argumentez précisément cette suppression dans la page de discussion
(un manque de référence n'est pas un argument ; une recherche réelle de référence doit avoir été effectuée, être formellement documentée).
De nombreux paradoxes se proposent par rapport à l’appellation de ce tableau. En effet plusieurs faits historiques contredisent César remettant Cléopâtre sur le trône d'Égypte. 
On pourrait croire, en premier lieu, que c’est finalement Marc-Antoine plaçant Cléopâtre sur le trône. Cependant Cléopâtre étant déjà reine d'Égypte lorsqu’elle reçut ses trente terres de Marc-Antoine, cette possibilité semble infondée.
S'ajoute à cela que Cléopâtre dominait Marc-Antoine, alors que dans le tableau, elle affiche une réelle modestie à l'encontre du personnage romain. Ainsi, nous devons nous poser deux véritables interrogations : qui est cette femme qui regarde Cléopâtre avec plein de dédain ? Et pourquoi la couronne est placée sur le trône alors que Cléopâtre est déjà reine ? 
En reprenant l’histoire romaine, Marc Antoine pourrait proposer de partager le trône et la domination du territoire oriental avec Cléopâtre et ainsi répudier son épouse légitime Octavie. Ceci pourrait permettre d'élucider le premier mystère de l’identité de la femme en bas à droite. Cependant la rencontre entre Marc-Antoine et Cléopâtre et le rejet d'Octavie par ce dernier ne sont pas des événements liés, ce qui pourrait amener à la conclusion que ce tableau superpose plusieurs scènes historiques. 
Une autre interprétation pourrait être qu'il ne s'agit pas de Cléopâtre. En effet, ce tableau pourrait faire référence à César répudiant Pompéia et épousant Calpurnie, même si ces événements ne sont pas liés. 
Ces hypothèses ne répondent pas à l’énigme de l’image de la couronne posée sur le trône. Si Cléopâtre était déjà reine, pourquoi ne porte-t-elle pas la couronne sur sa tête ? On peut reporter cela à une allégorie politique. En reprenant les propos de Plutarque sur les protestations de Caton : « Il est intolérable que le pouvoir suprême soit prostitué par le mariage et de voir les hommes s’entraider pour accéder au pouvoir et aux armées et aux terres aux moyens des femmes », on peut y voir une critique. Autre critique de César, Suétone cite un passage du troisième livre du Traité des Devoirs de Cicéron, qui rapporte que César avait sans cesse à la bouche ces vers d'Euripide : « Pratiquez la vertu ; mais s’il vous faut régner, / Vertu, justice et lois, sachez tout dédaigner. 
L’œuvre de Pierre de Cortone pourrait ainsi constituer une allégorie politique.